# Château de Montgoublin
Le château de Montgoublin est un château d'agrément, remplaçant un édifice plus ancien sur la commune de Saint-Benin-d'Azy, dans le département de la Nièvre.

## Architecture

### Communs
Écuries

## Histoire
Ce fief dépendait de la paroisse Saint-Christophe qui fut plus tard réunie à celle de Saint-Bénin. Au XIIIe siècle les Sires d'Asnois élevèrent la forteresse de Rongefer à Sauvry. De cette seigneurie dépendaient la plupart des fiefs : Montgoublin, Azy, Mousseaux, Segoule et Valotte.
C'est au château, qu'eurent lieu les noces de Paul de Maumigny (né le 29/4/1676), chevalier, seigneur de Riéjot, de Villecray, de Morand, de Verneuil, par contrat passé devant Dugué, notaire royal le 28 juillet 1699, avec Claude de Las, fille de Charles de Las, chevalier seigneur de la Valotte, de Chérault, etc., et de dame Jeanne de Changy, parmi les témoins : Charles de Saint-Phalle, chevalier, seigneur de Montgoublin

## Seigneurs
(liste non exhaustive)

Armoiries des Saint-Phalle.

- 1417 - les noms de Jean de Grivel et Hugues de Grossouvre, chevaliers, sont mentionnés[3].
- Claude I de Saint-Phalle épouse Éléonore de Grivel de Grossouvre, mère du suivant.
- 1648 : Claude II de Saint-Phalle, père du suivant.
- 1682 : Charles Michel de Saint-Phalle (1658-1711) en hérite par partage ; il épouse le 21 juillet 1693 Marie-Anne Le Tonnelier de Breteuil.
- 1712 : Claude Lié de Saint-Phalle, fils du précédent.
- 1779 : Louis-Joseph de Saint-Phalle (1745-1835), fils du précédent, demeure au château pendant la révolution, mort sans postérité.

## Propriétaires après la Révolution
- Charles Edmond de Saint-Phalle (1794 - 23 décembre 1875), neveu du précédent
- Philippe Arthur de Saint-Phalle (1823-1890), fils du précédent
- Jacques de Saint-Phalle (1867-1908)
- André-Marie Fal de Saint-Phalle, banquier (1906-1967), père de Niki de Saint Phalle